# Margaret Sullivan Pepe
Margaret Patricia O'Sullivan Pepe (nacida en 1961) es una bioestadística, investigadora y profesora irlandesa.
Especializada en la evaluación de pruebas y biomarcadores para la detección de enfermedades. Es profesora de bioestadística en la Escuela de Salud Pública de la Universidad de Washington e investigadora en el Centro de Investigación del Cáncer Fred Hutchinson.

## Vida
Nació en 1961. Completó una licenciatura en ciencias matemáticas en el Universidad Colegio Cork en 1981. Pepe obtuvo una maestría en estadística en 1984 y un doctorado en bioestadística en la Escuela de Salud Pública de la Universidad de Washington en 1986. Su disertación se tituló: Una nueva clase de estadística para el problema del análisis de supervivencia de dos muestras.
Pepe es profesora de bioestadística en la Escuela de Salud Pública de la Universidad de Washington. 
Es investigadora del Centro de Investigación del Cáncer Fred Hutchinson.

## Trabajos seleccionados
- Pepe, Margaret Sullivan (2003). The Statistical Evaluation of Medical Tests for Classification and Prediction (en inglés). Oxford University Press. ISBN 978-0-19-850984-4.